# Plàtan de Canàries
Plàtan de Canàries és una marca institucional sota la qual es comercialitzen els plàtans o bananes cultivats a les Illes Canàries que suposen, alhora, la pràctica totalitat del cultiu i producció d'aquesta fruita a Espanya.
La marca és gestionada per l'Associació d'Organitzacions de Productors de Plàtan de Canàries (ASPROCAN). Al febrer de 2011, la Conselleria d'Agricultura del Govern de Canàries va acordar començar els tràmits per a la inscripció del plàtan cultivat a Canàries com a Indicació Geogràfica Protegida.
El plàtan és el cultiu més important de les Illes Canàries i, durant dècades, la indústria ha estat protagonista del creixement econòmic de l'arxipèlag. El plàtan de les Canàries suposa el 60% de la producció europea d'aquesta fruita.
A les Canàries es cultiven principalment plàtans o bananes del grup Cavendish, és a dir, cultivars triploides de Musa acuminata, identificats en la terminologia de varietats de plàtan amb les lletres AAA (tres jocs de cromosomes procedents de M. acuminata i cap de M. balbisiana) . Són fruits de mida mitjana, pell groga prima amb petites taques característiques i que són aptes per consumir-se crus. Alguns dels cultivars més plantats són Gran Nana, Zelig i Gruesa Palmera, aquest últim una selecció canària de Cavendish Nano.